# Gordonsville (Virgínia)
Gordonsville é uma cidade  localizada no estado norte-americano de Virginia, no Condado de Louisa e Condado de Orange.

## Demografia
Segundo o censo norte-americano de 2000, a sua população era de 1498 habitantes.
Em 2006, foi estimada uma população de 1660, um aumento de 162 (10.8%).

## Geografia
De acordo com o United States Census Bureau tem uma área de
2,4 km², dos quais 2,4 km² cobertos por terra e 0,0 km² cobertos por água. Gordonsville localiza-se a aproximadamente 152 m acima do nível do mar.

## Localidades na vizinhança
O diagrama seguinte representa as localidades num raio de 28 km ao redor de Gordonsville.